# Beach Boys Concert
Az Beach Boys Concert a Beach Boys 1964-es koncertalbuma, a zenekar hetedik nagylemeze, s a harmadik 1964-ben kiadott albumuk. Az LP lett a zenekar első listavezető nagylemeze, és hatodik aranylemezük alig másfél év leforgása alatt.
A lemez még éppen időben jelent meg, ugyanis az együttes dalszerző-producere, Brian Wilson nem sokkal később abbahagyta az élő fellépéseket, s a következő három évtizedben csak alkalmanként szerepelt a Beach Boys koncertjein. Ez az album az egyetlen hivatalos dokumentuma az eredeti felállású Beach Boys élő megszólalásának.
Az albumon több dal is szerepel, amelyeket a Beach Boys koncerteken rendszeresen játszott, de stúdiólemezeiken nem jelentek meg, többek közt a "Papa-Oom-Mow-Mow", a "Monster Mash", a "Wanderer" és a Jan & Dean "Little Old Lady From Pasadena" című száma. Ezek mellett olyan saját dalok is szerepelnek a lemezen, mint a "Hawaii", az "In My Room", a "Fun, Fun, Fun" és az "I Get Around".
Az utólagos stúdiómunka szembeszökő az album hallgatása közben, számos vokált újra felénekeltek a stúdióban, Fred Vail MC lemez elején hallható bemutatása pedig egy korábbi, 1963. decemberi koncerten került rögzítésre. Teljesen nyilvánvaló, hogy Brian Wilson, az örök maximalista a "Fun, Fun, Fun"-nak és az "I Get Around"-nak az eredeti, stúdióban felvett instrumentális verzióit használta, ezekre énekeltek fel új vokálokat, majd közönségzajt kevertek hozzájuk, hogy élő felvételek benyomását keltsék.
A stúdióbeli utómunka ellenére a Beach Boys Concert izgalmas dokumentuma a zenekar élő fellépéseinek történetük egy olyan periódusában, amely néhány hónappal később lezárult.

## Az album dalai
1. "Fun, Fun, Fun" (Brian Wilson/Mike Love) – 2:26
2. "The Little Old Lady From Pasadena" (D. Allfield/Roger Christian) – 3:00
3. "Little Deuce Coupe" (Brian Wilson/Roger Christian) – 2:27
4. "Long, Tall Texan" (Henry Strezlecki) – 2:32
5. "In My Room" (Brian Wilson/Gary Usher) – 2:25
6. "Monster Mash" (Boris Pickett/Lenny Capizzi) – 2:27
7. "Let's Go Trippin'" (Dick Dale) – 2:34
8. "Papa-Oom-Mow-Mow" (Carl White/Al Frazier/Sonny Harris/Turner Wilson Jr.) – 2:18
9. "The Wanderer" (Ernest Maresca) – 2:00
10. "Hawaii" (Brian Wilson/Mike Love) – 1:51
11. "Graduation Day" (Joe Sherman/Noel Sherman) – 3:29
12. "I Get Around" (Brian Wilson/Mike Love) – 2:42
13. "Johnny B. Goode" (Chuck Berry) – 1:56

- - A Beach Boys Concert jelenleg egy CD-n kapható a nem hivatalos, 1970-ben kiadott Live In London koncertalbummal, egy 1965-ös és egy 1967-es élő bónuszfelvétellel kiegészítve.
  - Az Beach Boys Concert (Capitol (S)TAO 2198) az 1. helyig jutott az Amerikai Egyesült Államokban, 62 hetet töltött a listán.